# Rollaug
Rollaug (nórdico antiguo: Rollaugr) fue un caudillo vikingo, rey de Garðaríki, según la saga Hervarar. Su hijo y príncipe heredero fue dado por muerto debido a un accidente de caza y el rey de los godos, Heidrek, que estaba de visita en el reino fue acusado de su muerte. Rollaug mandó ejecutar a todo su séquito y capturarle, condenándole a ser quemado vivo. La muerte del príncipe fue un falso rumor, ya que sobrevivió y en compensación por las pérdidas, Rollaug concedió a Heidrek la mano de su hija Hergerd, quienes le dieron una nieta llamada Hervör.